# Dan Dare: Pilot of the Future
Dan Dare: Pilot of the Future is een actiecomputerspel, gebaseerd op de Britse stripreeks Dan Dare,  uit 1986 ontwikkeld door Gang of Five en verdeeld door Virgin Interactive en Electronic Arts. Het spel kwam uit voor ZX Spectrum, Amstrad CPC en Commodore 64.

## Verhaal
De aartsrivaal van Dan Dare, "The Mekon", onthult dat het wereldbeeld van de aarde aan zijn eisen moet voldoen. Indien de mensheid hier geen gehoor aan geeft, zal hij een planetoïde op de aarde laten crashen. Dan en zijn kompaan Digby gebruiken hun ruimteship "Anastasia" om naar de bewuste planetoïde te vliegen. Daar blijkt dat de planetoïde bewoond is. Dan gaat op onderzoek waarbij hij ook een manier moet vinden om "The Mekon" te verslaan.

## Versies
Het spelverloop op Commodore 64 wijkt sterk af ten opzichte dat van Spectrum en Amstrad.

### Spectrum en Amstrad CPC
Dan is in bezit van een straalwapen. Hij dient doorheen de levels vijf onderdelen van een bom te zoeken. Daarbij dient hij ook nog diverse deuren open zien te krijgen en soldaten te ontwijken. Met het straalwapen kan hij de soldaten raken, maar deze zullen in tegenaanval gaan. Verder wordt Dan nog aangevallen via wapens die zijn verborgen in vloeren en muren.
Wanneer Dan wordt geraakt, zal hij energie verliezen. Indien de energie op is, wordt Dan overgebracht naar een gevangenis. Daar moet hij uit zien te ontsnappen om zijn tocht gedeeltelijk te herbeginnen. Dan heeft een beperkte munitie, maar deze is op diverse plaatsen te vinden. Dan heeft ook een beperkte tijd om de vijf onderdelen te vinden. Indien de tijd verstreken is, zal "The Mekon" winnen.

### Commodore 64
Dan heeft geen geweer en kan de soldaten enkel uitschakelen door met hen te boksen. In het spel dient hij eerst de planetoïde te verkennen waarbij hij diverse puzzels moet oplossen. Daarbij verzamelt hij onderdelen die hem uiteindelijk leiden tot aan de streng bewaakte verblijfplaats van "The Mekon". Daar gaat hij de strijd aan met heel wat soldaten. Vervolgens dient hij Digby en een professor te bevrijden om ten slotte een supercomputer te vernietigen. Uiteindelijk dient Dan "The Mekon" uit te schakelen in een handgranatengevecht. Nadat "The Mekon" is uitgeschakeld, heeft de speler nog twee minuten tijd om naar zijn ruimteschip terug te keren en te vertrekken.
Het complete spel dient men binnen de 25 minuten uitgespeeld te hebben. Indien deze tijd is verstreken, is de missie gefaald.